# Luigi Latini De Marchi
 (juin 2025).
Si vous disposez d'ouvrages ou d'articles de référence ou si vous connaissez des sites web de qualité traitant du thème abordé ici, merci de compléter l'article en donnant les références utiles à sa vérifiabilité et en les liant à la section « Notes et références ».
Luigi Latini De Marchi, né à Trévise le 22 février 1927, décédé à Scafati le 22 juillet 2020, est un peintre, réalisateur et scénariste italien de cinéma. Au cinéma, il a utilisé les pseudonymes de Louis Mané, Luigi Demar, John Mc Warriol.

## Biographie
Au cours de sa carrière cinématographique, qui a duré de 1951 à 1976, Luigi Latini De Marchi a commencé à travailler comme architecte de cinéma et créateur de costumes avant de réaliser plusieurs films. Son premier film comme réalisateur, Condannata senza colpa (1953) est tiré du roman de Paola Drigo, Maria Zef, et fait intervenir le chanteur Oscar Carboni (it), seule apparition cinématographique de ce dernier.
Latini De Marchi a également travaillé en Espagne. Il a toujours écrit le scénario de ses films et a occasionnellement assumé le rôle de costumier.
Fasciné par le monde de la peinture, il s'y essaie lui-même. il expose pour le première fois en septembre 1953 à Bologne. Il vit alternativement en Italie et au Maroc depuis 1962. En 1988, il a été chargé de peindre un portrait du souverain marocain Hassan II.
Luigi Latini de Marchi a aussi écrit quelques essais.

## Filmographie

### Réalisateur
- 1953 : Condannata senza colpa
- 1956 : Serenata al vento
- 1957 : Ho amato una diva
- 1961 : La corona di fuoco
- 1961 : Capitaine Tempête (La spada della vendetta)[3],[4]
- 1962 : La notte dell'innominato (it)
- 1964 : Indios a Nord-Ovest
- 1964 : Italia di notte n. 1[5]
- 1965 : La Femme du désert ou Marie-Madeleine (italien : Gli amori di Angelica ou espagnol : La mujer del desierto)[6]
- 1973 : Rêves lubriques[7],[8]

### Scénariste
- 1975 : Il vizio ha le calze nere, de Tano Cimarosa